# Andrés de Oviedo

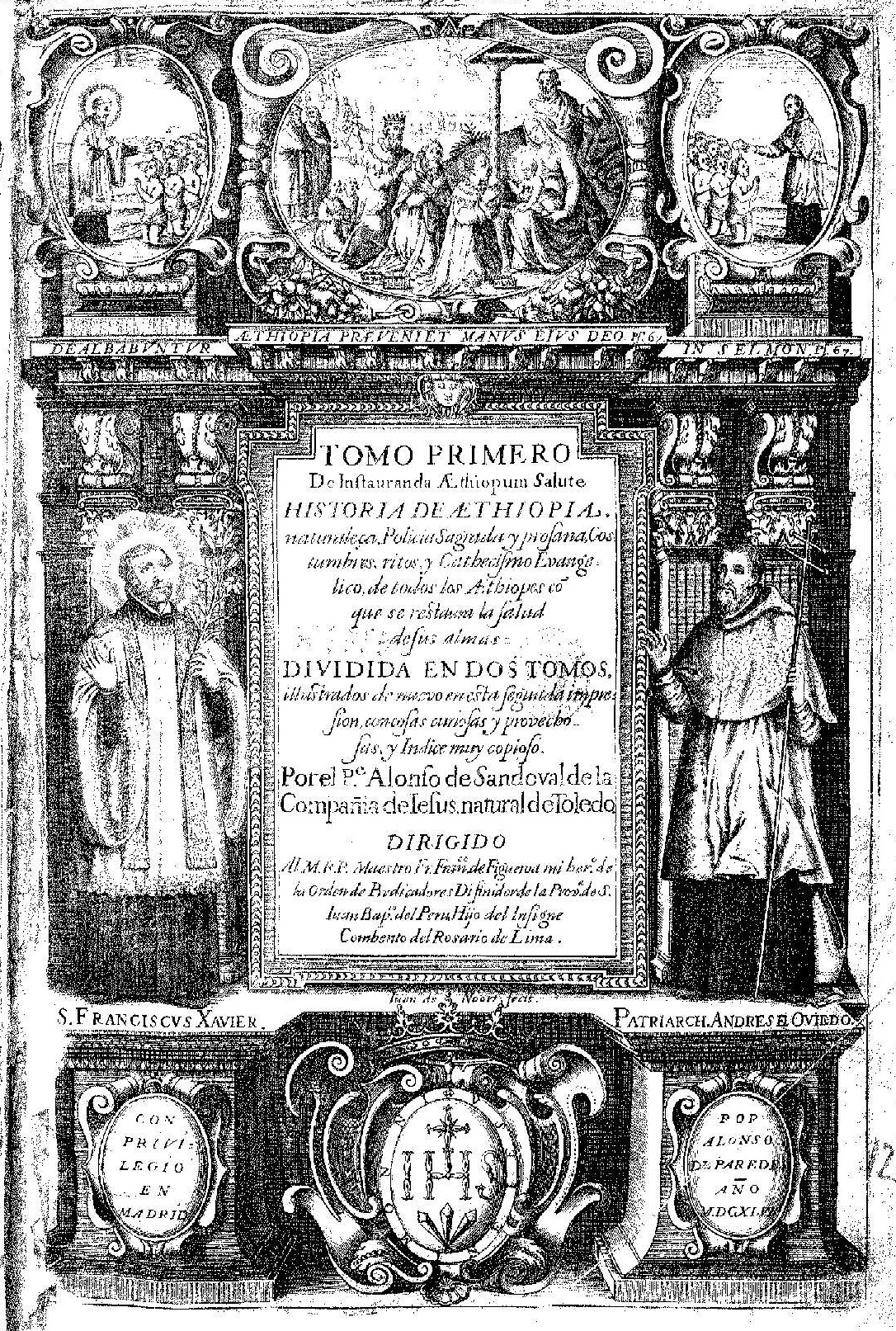
Rechts, gegenüber von Franz Xaver, ist Andres de Oviedo dargestellt.

Andrés de Oviedo (* 1518 in Illescas, Toledo, Spanien; † 29. Juni oder 9. Juli 1577 in Fremona, Kaiserreich Abessinien) war ein spanischer Jesuitenmissionar und Patriarch von Äthiopien.
Oviedo erwarb an der Universität Alcalá de Henares einen Magistergrad und trat am 19. Juni 1541 den Jesuiten bei. Erst neun Monate zuvor war der Orden von Papst Paul III. genehmigt. Im Herbst darauf reiste er nach Paris und studierte dort Theologie. Aufgrund eines Spanisch-Französischen Krieg studierte er in Löwen sowie Coimbra weiter und schloss 1544 ab. Seine Profess legte er 1549 ab.
1550 reiste er mit Johann III. von Portugal nach Rom und wurde mit der Gründung eines Kollegs in Neapel beauftragt.
Papst Julius III. ernannte am 23. Januar 1555 João Nunes Barreto zum Patriarchen von Äthiopien und Andrés de Oviedo, dem das Titularerzbistum Hierapolis in Phrygia zugewiesen wurde, sowie Melchior Miguel Carneiro Leitão zu dessen Koadjutoren. Am 5. Mai 1555 weihte der Bischof von Portalegre, Julião de Alva, in der Dreifaltigkeitskirche in Lissabon Nunes und Oviedo zu Bischöfen für die Mission Äthiopiens. Mitkonsekratoren waren Gaspar Cão OSA, Bischof von Bistum São Tomé und Príncipe, und Pedro Fernando, Titularbischof von Hippos. Auch die Königliche Familie nahm an der Weihe teil. Oviedo, Barreto und acht weitere jesuitische Missionare verließen Lissabon am 30. März 1556 in Richtung Goa, Portugiesisch-Indien. Sie kamen dort am 13. September 1556 an. Allerdings hatte sich die Einschätzung der politische Situation in Äthiopien geändert. Es wurde deutlich, dass Kaiser Claudius sich nicht dem Primat des Papstes unterwerfen wollte. Daher blieben Nunes und Carneiro in Goa während Oviedo mit fünf Missionaren am 16. Februar 1557 nach Äthiopien abreiste. Da der Kaiser nicht konvertieren wollte, schlug Oviedo vor in der Gegenwart des Kaisers mit äthiopischen Mönchen zu debattieren. Da dies nicht geschah, verfasste Oviedo eine schriftliche Verteidigung des Primats des römischen Papstes und seiner Kritik an den Fehlern der sogenannten Schismatikern und ließ sie verbreiten. 1559 wurde Claudius Bruder Minas Kaiser und hieß Oviedo aus Höflichkeit willkommen. Als aber mehrere Persönlichkeiten sich bekehrten, lud der Kaiser Oviedo vor und verbot ihm das Predigen über den katholischen Glauben. 1562 wurde Minas von seinem Sohn Malach abgelöst. Dieser war weniger feindselig gegenüber den Missionaren und betrachtete sie als Heilige und Gelehrte. Er konvertierte aber auch nicht.
Nach dem Tod von Nunes am 22. Dezember 1562 folgte er ihm als Patriarch nach. Als Papst Pius V. erfuhr, dass die Mission der Wiedervereinigung in Rom gescheitert war, teilte er am 2. Februar 1566 per Brief mit, das Oviedo nach Fernost (Japan und China) gehen soll. Oviedo antwortet dem Papst am 15. Juni 1567, dass die Türken jede Ausreise aus Äthiopien auf dem Seeweg verhindern. Er blieb in Fremona im Dienst der kleinen katholischen Gemeinde und starb auch dort.
Sein Seligsprechungsverfahren wurde im Juni 1630 begonnen, aber bis heute nicht abgeschlossen.